# Blue Öyster Cult (álbum)
Blue Öyster Cult es el álbum debut de la banda de rock homónima, lanzado por Columbia Records en 1972.
El disco incluye temas como "Cities on Flame with Rock and Roll", "Stairway to the Stars" o "Then Came the Last Days of May", los cuales el grupo toca en directo regularmente hasta la fecha.
En principio, y más allá de algunas reseñas positivas en medios especializados, el disco no llegó a entrar en los charts americanos, hasta mayo de 1972, cuando alcanzó el Nº 172 en el Billboard 200.
Blue Öyster Cult abrieron para The Byrds, Alice Cooper y Mahavishnu Orchestra a modo de gira presentación.
El influyente periodista Lester Bangs de la revista Rolling Stone le dio una reseña positiva: 
"Con los Blue Öyster Cult, Nueva York ha producido su primera bestia boogie genuina, la cual, con algo de suerte, debería estar entre nosotros por un buen rato..." agregando "No creo que te debas perder este disco."
Por otra parte la revista de rock "Circus" dijo "Podría ser el álbum de los 70s", mientras que el crítico Robert Christgau, de "The Village Voice" deslizó: "Me atrevería a decir que es el disco de hard rock más sólido y destacable desde "Who's Next".

## Lista de canciones
Lado A
1. "Transmaniacon MC" (Sandy Pearlman, Buck Dharma Roeser, Eric Bloom) – 3:21
2. "I'm on the Lamb But I Ain't No Sheep" (Pearlman, Albert Bouchard, Bloom) – 3:10
3. "Then Came the Last Days of May" (Roeser) – 3:31
4. "Stairway to the Stars" (Richard Meltzer, A. Bouchard, Roeser) – 3:43
5. "Before the Kiss, a Redcap" (Pearlman, Murray Krugman, Allen Lanier, Roeser) – 4:59

Lado B
1. "Screams" (Joe Bouchard) – 3:10
2. "She's as Beautiful as a Foot" (Meltzer, A. Bouchard, Lanier) – 2:58
3. "Cities on Flame with Rock and Roll" (Pearlman, Roeser, A. Bouchard) – 4:03
4. "Workshop of the Telescopes" (Pearlman, A. Bouchard, Roeser, Lanier, J. Bouchard, Bloom) – 4:01
5. "Redeemed" (Pearlman, Harry Farcas, A. Bouchard, Lanier) – 3:51

## Personal
- Eric Bloom: voz líder, guitarra, teclados
- Buck Dharma (Donald Roeser): guitarra, voz en A3 & A5
- Albert Bouchard: batería, voz en B3
- Joe Bouchard: bajo, voz en B1
- Allen Lanier: guitarra rítmica, teclados